# José Touré
José Touré (* 14. September 1961 in Nancy) ist ein ehemaliger französischer Fußballspieler. Der Stürmer mit dem Spitznamen le Brésilien war französischer Nationalspieler.

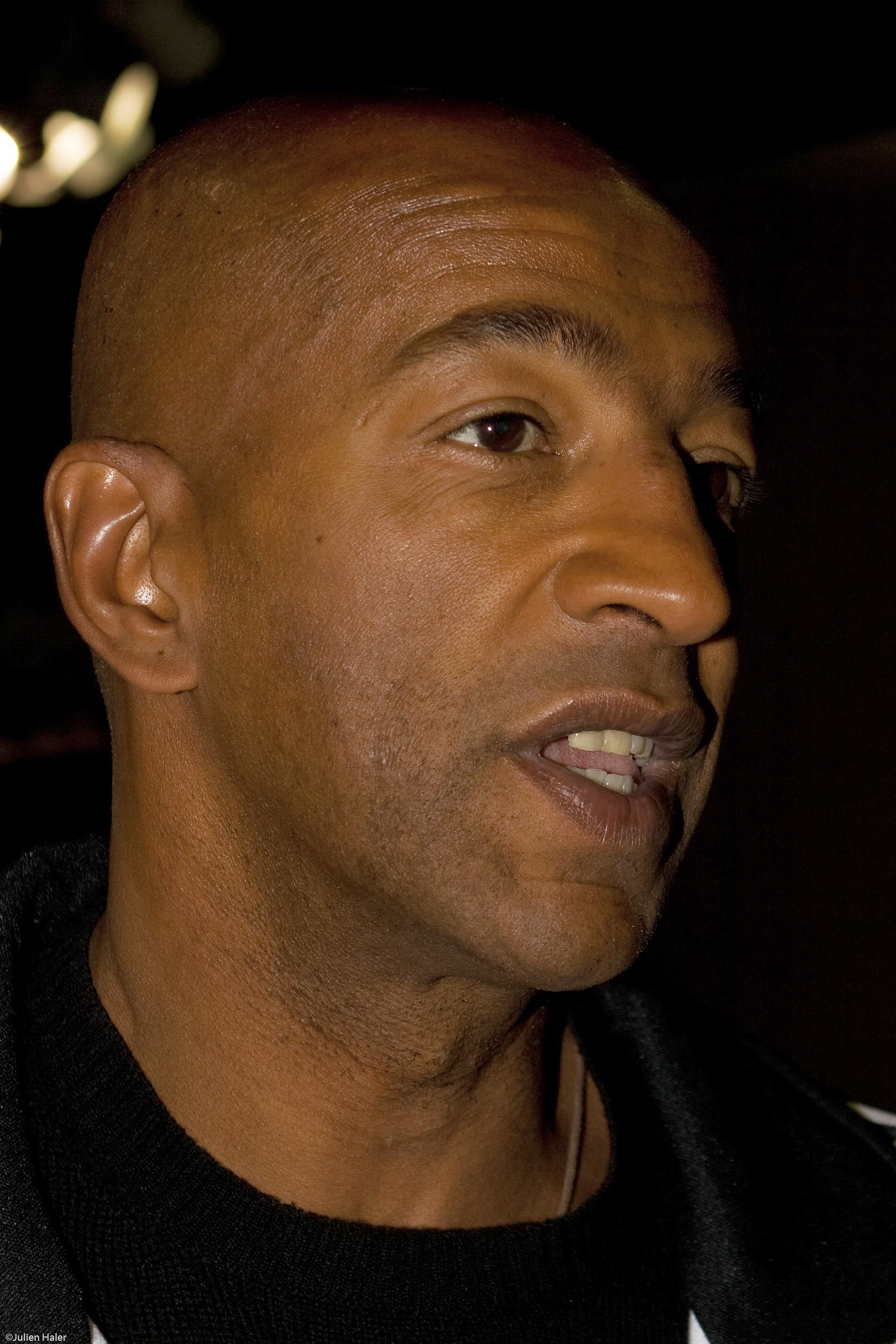
José Touré (2009)

## Leben
Er begann seine Karriere beim FC Nantes. Mit dem Klub erreichte er beim Europapokal der Pokalsieger 1979/80 das Halbfinale, in dem man gegen den späteren Turniersieger FC Valencia unterlag. Außerdem wurde Nantes in diesem Jahr Französischer Meister. In der folgenden Saison erreichte Nantes die Vize-Meisterschaft. Im Europapokal der Landesmeister 1980/81 schied man aber schon in der zweiten Runde aus. Noch schlechter verlief der UEFA-Pokal 1981/82, wo schon in der ersten Runde Endstation war. Erfolgreicher war dann das nächste Jahr. Touré wurde mit Nantes Französischer Meister 1983 und erreichte im nationalen Pokal das Finale, das allerdings mit 2:3 gegen Paris Saint-Germain verloren ging, nachdem Touré zuvor seinen Verein noch mit seinem Tor zum 2:1 in Führung gebracht hatte. Beim Europapokal der Landesmeister 1983/84 schied Nantes jedoch wieder in der ersten Runde aus. 1985 und 1986 wurde Nantes jeweils Vize-Meister und im UEFA-Pokal 1985/86 erreichte man das Viertelfinale, wo sich Touré gegen Inter Mailand am Knie verletzte.
Danach wechselte er zu Girondins Bordeaux. Mit Bordeaux gewann er gleich im ersten Jahr mit Meisterschaft und Pokal das Double und schaffte beim Europapokal der Pokalsieger 1986/87 den Sprung ins Halbfinale, wo man erst nach Elfmeterschießen gegen den 1. FC Lokomotive Leipzig ausschied. In der nächsten Saison wurde Bordeaux Vize-Meister und erreichte im Europapokal der Landesmeister 1987/88 das Viertelfinale, das nur aufgrund der Auswärtstorregel der spätere Turniersieger PSV Eindhoven für sich entschied.
1988 ging Touré zum amtierenden Meister AS Monaco. Mit den Monegassen erreichte er im Europapokal der Landesmeister 1988/89 das Viertelfinale und im französischen Pokal das Finale. Weil der Sieger Olympique Marseille auch Meister wurde, durfte Monaco am Europapokal der Pokalsieger 1989/90 teilnehmen, wo man erst im Halbfinale gegen den späteren Europapokalsieger Sampdoria Genua unterlag. Am Ende der Saison beendete er seine Laufbahn. 1994 veröffentlichte er die Autobiographie Prolongations d'enfer, in der er Doping in seiner Zeit in Nantes gestand.
Touré wurde zwischen 1983 und 1989 insgesamt 16-mal in die französische Nationalmannschaft berufen und schoss vier Tore. Mit der Olympiaauswahl gewann er bei den Olympischen Spielen 1984 die Goldmedaille. Vor der Weltmeisterschaft 1986 war er Stammspieler. Wegen seiner Knie-Verletzung aus dem UEFA-Pokal verpasste er aber die WM in Mexiko.